# Pressió sanguínia

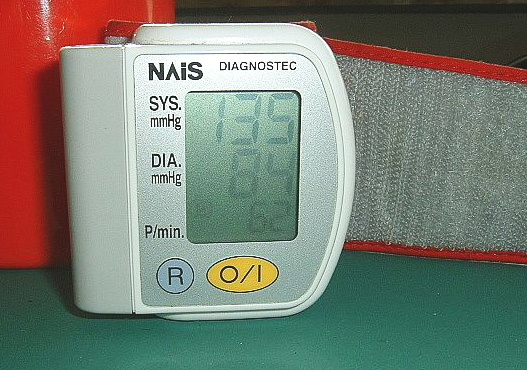
L'esfigmomanòmetre mesura la pressió sanguínia arterial

La pressió sanguínia és la pressió exercida per la circulació de la sang a les parets dels vasos sanguinis, i és un dels principals signes vitals. El terme de pressió arterial (PA) o tensió arterial generalment es refereix a la pressió que es mesura en el braç d'una persona, concretament en l'artèria braquial, utilitzant un esfigmomanòmetre.
En cada batec del cor, la PA varia entre un màxim (pressió sistòlica) i un mínim (pressió diastòlica) de pressió. La PA mitjana disminueix a mesura que la circulació sanguínia va des del cor per les artèries, i té el seu major descens en les petites artèries i arterioles, i segueix disminuint a mesura que la sang es mou a través dels capil·lars i torna al cor per les venes.
La PA d'una persona s'expressa generalment en termes de la pressió sistòlica i la pressió diastòlica, per exemple, 115/75 (o tradicionalment "11,5 per 7,5").
La PA es mesura algunes vegades en altres llocs, per exemple en un turmell (mesura utilitzada principalment per l'estudi de la circulació arterial a les extremitats inferiors). La relació de la PA mesurada a l'artèria principal d'un turmell i la mesurada en l'artèria braquial d'un braç, dona l'índex turmell-braç (ITB).

## Classificació

### Pressió arterial sistòlica
És la pressió màxima que registren les artèries del sistema circulatori sistèmic, coincidint amb la sístole del ventricle esquerre. També anomenada senzillament pressió sistòlica.

### Pressió arterial diastòlica
És la pressió mínima que registren les artèries del sistema circulatori sistèmic, coincidint la diàstole del ventricle dret. També anomenada senzillament pressió diastòlica.

## Valors de referència
La següent classificació de la pressió arterial s'aplica als adults majors de 18 anys.
Es basa en la mitjana de lectures de PA realitzades adequadament durant 2 o més visites al consultori. Però compte, referint-nos a la Hipertensió (HTA): el diagnòstic de HTA no s'hauria de fer en tots els casos només amb mesures de pressió a la consulta, ja que encara amb una tècnica correcta i un nombre adequat de mesures en diferents visites, un percentatge de pacients presentarà hipertensió aïllada en la consulta.
| Categoria                     | sistòlica, mmHg | diastòlica, mmHg |
| ----------------------------- | --------------- | ---------------- |
| Hipotensió                    | <90             | <60              |
| Normal                        | 90 – 119        | 60 – 79          |
| Normal-Alta                   | 120 – 139       | 80 – 89          |
| Hipertensió grau 1            | 140 – 159       | 90 – 99          |
| Hipertensió grau 2            | ≥160            | ≥100             |
| Hipertensió sistòlica aïllada | ≥140            | >90              |